# 博耶河
51°30′47″N 6°59′23″E / 51.51306°N 6.98972°E

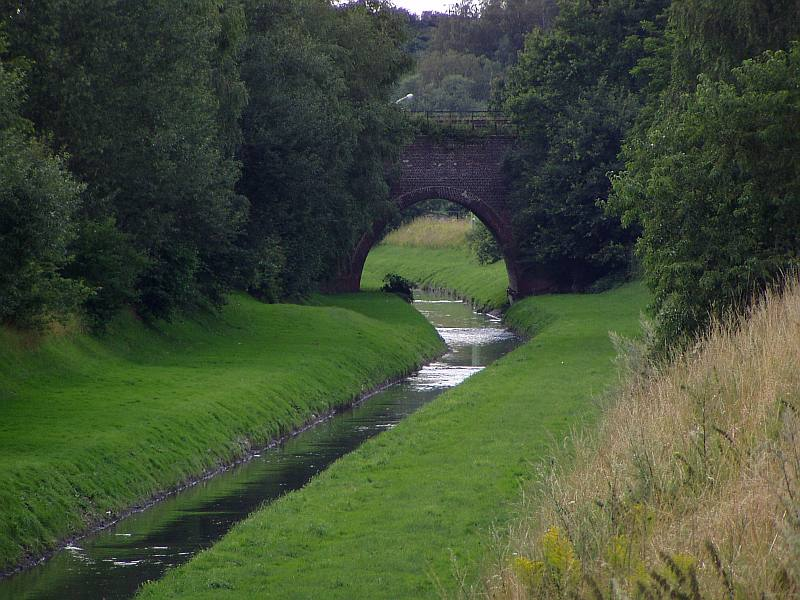

博耶河（德語：Boye），是德國的河流，位於該國西部，流經北萊茵-威斯特法倫州，屬於埃姆舍爾河的右支流，河道全長13.8公里，流域面積74.4平方公里。